# Julie Rubenstein
Julie Anna Rubenstein Bennett (Santa Monica, 9 aprile 1987) è un'ex pallavolista statunitense.
Giocava nel ruolo di schiacciatrice.

## Carriera
La carriera di Julie Rubenstein inizia nel 2005 tra le file della Pepperdine University. Con la squadra della sua università prende parte per quattro volte alla NCAA Division I, senza ottenere grandi risultati. Nel 2009 viene convocata per la prima volta in nazionale maggiore e vi si dedica per tutta l'annata, ma prendendo parte solo a tornei minori.
Nella stagione 2010-11 inizia la carriera da professionista, ingiaggiata dal Lokomotiv Bakı Voleybol Klubu, squadra militante nella Superliqa azera, ma a causa di un infortunio è costretta a lasciare la squadra ad inizio campionato. Nel 2011 riesce a recuperare dall'infortunio e viene ingaggiata dalle Valencianas de Juncos, per poi trasferirsi alle Lancheras de Cataño. Per la stagione successiva viene ingaggiata dal Pinkin de Corozal. Nella stagione 2013 gioca nelle Mets de Guaynabo, ritirandosi al termine del campionato.

## Palmarès

### Premi individuali
- 2008 - All-America Third Team